# Перцов, Владимир Борисович
Владимир Борисович Перцов (бел. Уладзімір Барысавіч Пярцоў; род. 7 мая 1974, Витебск) — белорусский государственный деятель, журналист, телеведущий.

## Биография
Родился 7 мая 1974 года в Витебске, вырос на улице Чкалова. В период учёбы в Витебском государственном университете имени Петра Машерова работал во Дворце культуры и техники профсоюзов, где был ведущим дискотек.
В 1996 году окончил художественно-графический факультет Витебского государственного университета имени Петра Машерова, в 2007 — Академию управления при Президенте Республики Беларусь.
Впервые на телевидение попал в 1993 году. Был автором и ведущим программ Витебской студии телевидения, а позже — ток-шоу Первого национального телеканала «Будни». Прославился своим активным участием в «пропагандистской программе» на Беларусь 1 «Клуб редакторов». Он заявлял, что «в то же время в странах Европы и США по самым разным причинам проходят массовые митинги, которые разгоняют дубинками и слезоточивым газом, но тем не менее это остается малозамеченным. А в Белоруссии пройдет постановочный марш по проспекту — и это уже выходит в топ так называемых демократических СМИ».
С 1995 по 1999 работал редактором Витебского областного телерадиообъединение. С 1999 по 2002 — главный редактор областного радио Витебского областного телерадиообъединения. С 2002 по 2003 возглавлял Гродненское областное телерадиообъединение. С 2003 по 2008 — директор республиканского унитарного предприятия радиотелецентра "Телерадиокомпания «Гродно». С 2008 по 2010 — директор дирекции вещания телеканала РТР-Беларусь ЗАО «Столичное телевидение». С 2010 по 2021 — директор представительства МТРК «Мир» в Белоруссии.
20 ноября 2020 года внесён в санкционные списки Литвы, Латвии и Эстонии.
5 апреля 2021 года по решению президента Республики Беларусь Александра Лукашенко Владимир Перцов был назначен на должность Министра информации Республики Беларусь. Белорусская ассоциация журналистов призвала нового главу ведомства внести поправки в законодательство о СМИ для публичного обсуждения — обсудить закон о СМИ с самими СМИ. Характеризуя Владимира Перцова, Лукашенко отметил, что наблюдает за ним лично и хорошо знает. Также глава государства охарактеризовал Перцова как «одного из ведущих политологов, журналистов и политиков».
В июне 2022 года Перцов попал под санкции Канады.
8 апреля 2024 года был назначен замглавы администрации Президента Белоруссии по информационной работе.

## Личная жизнь
Во время того, как Владимир работал директором дирекции вещания телеканала РТР-Беларусь ЗАО «Столичное телевидение», он познакомился с ведущей СТВ Юлией Перцовой, дочкой Александра Радькова, тогдашнего министра образования Республики Беларусь. Дочь Радьковых Елизавета сейчас школьница. А Юлия Перцова работает ведущей новостей на «Беларусь-1». Сестра Юлии, Наталья Игнатенко, живёт в Москве, позиционирует себя как писательница.

## Награды
- Орден Франциска Скорины (8 января 2018 года) — за многолетнюю плодотворную работу, большой личный вклад в развитие национальной журналистики, создание единого информационного пространства, совершенствование белорусско-российского сотрудничества в области телевидения и радио, значительные достижения в сфере культуры и искусства[13].
- Медаль Франциска Скорины (3 декабря 2013 года) — за многолетнюю плодотворную работу, образцовое исполнение служебных обязанностей и высокое профессиональное мастерство, достижение высоких производственных показателей в области машиностроения и лёгкой промышленности, совершенствование налоговой системы и реализацию государственной информационной политики, большой личный вклад в развитие средств связи, сферы образования, культуры, искусства и спорта[14].
- Орден Дружбы (16 октября 2012 года, Россия) — за большой вклад в развитие телерадиовещания и многолетнюю плодотворную деятельность[15].
- Лауреат двух международных премий: молодых журналистов «Славянский базар-95» и «ООН-АнтиСПИД» за лучшее ток-шоу, посвящённое вопросам СПИДа — в 2000 году[16].

## Участие в репрессиях
Как только был назначен на должность в 2021 году, заявлял, что в Белоруссии всегда были и будут оппозиционные СМИ.
10 апреля 2021 года  эфире «Клуба Редакторов» сказал, что пришло время «принимать ограничительные, запретительные меры».
18 мая 2021 года был разгромлен офис TUT.BY, прошли обыски и задержания журналистов, миниинформ заблокировал сайт tut.by.